# Tupalaki
Tupalaki är en kulle i Finland.   Den ligger i den ekonomiska regionen Norra Lappland och landskapet Lappland, i den norra delen av landet, 900 km norr om huvudstaden Helsingfors. Toppen på Tupalaki är 401 meter över havet.
Terrängen runt Tupalaki är huvudsakligen platt.  Trakten runt Tupalaki är nära nog obefolkad, med mindre än två invånare per kvadratkilometer. Det finns inga samhällen i närheten. Omgivningarna runt Tupalaki är i huvudsak ett öppet busklandskap.